# Alfonso II de Este
Alfonso II de Este (Ferrara, 22 de noviembre de 1533 - Ferrara, 27 de octubre de 1597) fue duque de Ferrara, Módena y Reggio desde 1559 hasta su muerte en 1597.

## Biografía
Era hijo del duque Hércules II de Este y de Renata de Francia, hija del rey Luis XII de Francia y de Ana de Bretaña. Poco después de acceder al trono, por influencia del papa Pío IV, repatrió a su madre, calvinista convencida. Como hombre joven, él luchó al servicio de Enrique II de Francia, en la lucha contra los Habsburgo. Durante su reinado, la corte de Ferrara llegó al máximo de fausto y magnificencia, viviendo poetas (como el Tasso) y artistas. Él comandaba Ferrara en el momento del terremoto de Ferrara en 1570. Se alió con el emperador Maximiliano II de Habsburgo en la guerra contra los turcos en Hungría (1566) y en 1583 se alió con el emperador Rodolfo II por la misma causa.

## Matrimonios
Propugnó el prestigio de su estado con sus tres matrimonios. El 3 de julio de 1558, Alfonso se casó con su primera esposa Lucrecia de Médici (1545-1561), hija de Cosme I de Médici, gran duque de Toscana, y de Leonor de Toledo. Ella murió dos años después, y se ha sospechado que pudo ser envenenada, aunque, ahora se cree que murió de tuberculosis.
El 5 de diciembre de 1565, Alfonso se casó con su segunda esposa, Bárbara de Austria (30 de abril de 1539-19 de septiembre de 1572), la octava hija del emperador Fernando I de Habsburgo y de Ana Jagellón de Hungría y Bohemia.
El 24 de febrero de 1579, Alfonso se casó con su tercera esposa, Margarita Gonzaga (27 de mayo de 1564-6 de enero de 1618). Ella era la hija mayor del duque Guillermo Gonzaga de Mantua y de Leonor de Habsburgo. Margarita era sobrina de su segunda esposa, Bárbara. No tuvo hijos conocidos, legítimos o no.

## Sucesión
Al carecer de heredero directo, Alfonso II designó a la sucesión a su primo, César (hijo de su tío  Alfonso, medio hermano de su padre Hércules II). El hecho era que su tío Alfonso era hijo natural del duque Alfonso I de Este y de Laura Dianti. El papa Clemente VIII rehusó reconocer los derechos de César e incorporó Ferrara (feudo papal) a los Estados Pontificios. Aunque el emperador Rodolfo II de Habsburgo reconoció los derechos de César sobre Módena y Reggio, la pérdida de Ferrara hizo que los Este perdieran la relevancia política de que disfrutaban hasta entonces.